# Акуцу Сакіко
Акуцу Сакіко (1 січня 1998) — японська синхронна плавчиня.
Призерка Чемпіонату світу з водних видів спорту 2017 року.